# 米高·烏德布盧素
米高·芝布琴·烏德布盧素（英語：Michael Chibuikem Udebuluzor，2004年4月1日—），生於香港，尼日利亞裔香港足球運動員，司職前鋒，現時效力港超球會傑志。

## 早年生活
米高·烏德布盧素在香港出生，他的父親是曾經效力港甲球會晨曦的哥連斯，米高跟隨父親留港生活，曾經在傑志青年軍接受訓練，在U16青少年足總盃四強中米高攻入一球，但決賽未能趕及上陣，傑志在決賽以2比0擊敗自由人足球會。

## 球會生涯
米高於2018年前往德國巴特艾布靈的DFI足球學院接受訓練，2020年轉投加入U17梯隊，翌年獲提升到U19梯隊，並在德国19岁以下足球甲级联赛（南/西南區）上陣，2021-22年賽季他上陣19場攻入9球。
2023年，米高獲提升到二隊，他在巴伐利亞聯賽北區上陣8場攻入8球。同年8月6日，米高跟隨一隊在德丙聯賽迎戰奧厄後備入替。

## 國際賽生涯
2023年3月，米高·烏德布盧素與香港足球代表隊領隊莊恩·安達臣見面後，透露決定代表香港代表隊出賽，正在申請香港特區護照；6月5日，米高回港跟隨港隊操練。9月9日，米高獲得香港特區護照獲代表香港隊出賽，兩日後他在國際友誼賽首次上陣出戰汶萊，比賽中他貢獻兩個助攻，協助港隊大勝汶萊10比0。
2023年10月12日，2026年世界盃外圍賽亞洲區第一圈首回合，香港主场4：0擊敗不丹，米高·烏德布盧素梅开二度，這是他首兩個國際賽入球。
2023年12月，米高·烏德布盧素入選香港足球代表隊出戰亞洲盃的決選名單。
2025年7月，米高·烏德布盧素獲香港隊徵召出戰2025年東亞足球錦標賽。在香港與中國對陣1-0敗北後，烏德布盧素賽後向現場球迷致謝時，說出了「bastards」的冒犯詞句，並指向中國球迷看台，引發輿論批評。之後有消息稱，烏德布盧素已遭中甲的蘇州東吳解約。

## 生涯數據

### 國家隊
最後更新：2023年11月9日
| 香港 | 香港 | 香港 |
| 年份 | 上陣 | 進球 |
| ---- | ---- | ---- |
| 2023 | 3    | 2    |
| 總計 | 3    | 2    |

#### 國家隊進球
| 球數 | 日期           | 場館             | 對手 | 進球 | 結果 | 性質               |
| ---- | -------------- | ---------------- | ---- | ---- | ---- | ------------------ |
| 1.   | 2023年10月12日 | 香港，香港大球場 | 不丹 | 1–0  | 4–0  | 2026年世界盃外圍賽 |
| 2.   | 2023年10月12日 | 香港，香港大球場 | 不丹 | 2–0  | 4–0  | 2026年世界盃外圍賽 |

## 榮譽
傑志
- U16青少年足總盃冠軍（2018年）